# Campionati mondiali di ginnastica aerobica 2006
I Campionati mondiali di ginnastica aerobica 2006 sono stati la 9ª edizione della competizione organizzata dalla Federazione Internazionale di Ginnastica.
Si sono svolti a Nanchino, in Cina, dall'1 al 3 giugno 2006.

## Medagliere
| Pos.   | Nazione | Oro | Argento | Bronzo | Totale |
| ------ | ------- | --- | ------- | ------ | ------ |
| 1      | Cina    | 2   | 2       | 1      | 5      |
| 2      | Romania | 2   | 0       | 2      | 4      |
| 3      | Brasile | 1   | 0       | 0      | 1      |
| 4      | Francia | 0   | 1       | 1      | 2      |
| 4      | Spagna  | 0   | 1       | 1      | 2      |
| 6      | Italia  | 0   | 1       | 0      | 1      |
| Totale | Totale  | 5   | 5       | 5      | 15     |

## Podi
| Evento                | Oro           | Argento       | Bronzo          |
| Individuale maschile  | Ao Jinping    | Ivan Parejo   | Mircea Zamfir   |
| Individuale femminile | Marcela Lopez | Huang Jinxuan | Elmira Dassaeva |
| Coppia mista          | Romania       | Italia        | Francia         |
| Trio                  | Romania       | Cina          | Romania         |
| Gara a squadre        | Cina          | Francia       | Cina            |